# 东风街道 (鸡西市)
东风街道，是中华人民共和国黑龙江省鸡西市鸡冠区下辖的一个乡镇级行政单位。

## 行政区划
东风街道下辖以下地区：
五一社区、四海居社区、亨特社区、桥南社区、东风社区、中山社区、电业社区、电厂社区和果树场社区。